# Copelatus cordylinoides
Copelatus cordylinoides är en skalbaggsart som beskrevs av J. Balfour-browne 1938. Copelatus cordylinoides ingår i släktet Copelatus och familjen dykare. Inga underarter finns listade i Catalogue of Life.